# Szczereż
Szczereż (deutsch Ernsdorf) ist eine Ortschaft mit einem Schulzenamt der Gemeinde Łącko im Powiat Nowosądecki der Woiwodschaft Kleinpolen, Polen.

## Geographie
Der Ort liegt in den Inselbeskiden (Beskid Wyspowy).
Das Dorf hat eine Fläche von 369,97 ha.
Die Nachbarorte sind Olszana im Norden und Osten, Maszkowice und Jazowsko im Süden.

## Geschichte
Nach der Ersten Teilung Polens kam Szczereż zum neuen Königreich Galizien und Lodomerien des habsburgischen Kaiserreichs (ab 1804).
Im Jahre 1784 wurden im Zuge der Josephinischen Kolonisation deutsche Kolonisten lutherischer und reformierter Konfession angesiedelt. Bis Ende des 19. Jahrhunderts wurden die Nachgeborenen der Kolonisten polonisiert. Im Jahre 1900 hatte das Dorf 292 Einwohner, davon alle polnischsprachig, 289 römisch-katholisch, 3 Juden.
1918, nach dem Ende des Ersten Weltkriegs und dem Zusammenbruch der k.u.k. Monarchie, kam Szczereż zu Polen. Unterbrochen wurde dies durch die Besetzung Polens durch die Wehrmacht im Zweiten Weltkrieg, während der es zum  Generalgouvernement gehörte.
Von 1975 bis 1998 gehörte Szczereż zur Woiwodschaft Nowy Sącz.